# Aphoom-Zhah
Aphoom-Zhah, även kallad "Den kalla lågan" (The Cold Flame) och "Polcirkelns herre" (Lord of the Pole), är en fiktiv gudalik varelse skapad av Clark Ashton Smith.
Aphoom-Zhah är en av de stora äldre (Great Old Ones) i Cthulhu-mytologin och är Cthughas avkomma som ofta dyrkas som "Polcirkelns herre" på grund av att varelsen är, likt Ithaqua, fångad ovanför polcirkeln. Aphoom-Zhah besökte ofta Hyperborea under den sista istiden. Myten om varelsen finns nedtecknad i de pnakotiska skrifterna.
Aphoom-Zhah ser ut som en stor, kall, grå eldlåga som fryser till is det som den berör. Varelsen kom till jorden från stjärnan Fomalhaut via planeten Yaksh (Neptunus) och vistas på det legendariska berget Yarak på Nordpolen. När de äldre gudarna (Elder Gods) försökte fängsla Aphoom-Zhah under polcirkeln, fick varelsen ett sådant vildsint utbrott att landen runtom frös. Aphoom-Zhah tros ligga bakom isbildningen som översvämmade Hyperborea, Zobna och Lomar.
Det är troligt att det är ur Aphoom-Zhah som Gnoph-Keh, Rhan-Tegoth och Voorm har uppkommit. Ingen mänsklig sekt tillber Aphoom-Zhah men vördas av de oberoende raserna (Independant Races) Gnoph-Keh och Voorm.
Aphoom-Zhah nämns i "Zoth-Ommog" (1976) och "Acolyte of the Flame" (1989) av Lin Carter, samt i Clark Ashton Smiths "The Light from the Pole" (1980).